# ABBA Live
ABBA Live je koncertní album švédské hudební skupiny ABBA, vydané v srpnu 1986. Před vydáním alba byla popularita kapely historicky na nejnižší úrovni a žádný z jejích členů se nepodílel ani na produkci desky. Album obsahuje nahrávky z let 1977, 1979 a 1981. Jedná se o živé verze skladeb. ABBA v ostatních případech vydávala pouze písně ve studiové podobě.
Album ABBA Live se stalo prvním, které skupina současně vydala na LP a CD, kompaktní disk obsahoval navíc tři bonusové skladby. Ve Švédsku ani v zahraničí nesplnilo očekávání, ve Švédsku dosáhlo nejvýše na 49. místo hitparády, kde setrvalo pouze dva týdny. Přesto k roku 2010 zůstává jedinou koncertní deskou.
Remasterováno a opět vydáno bylo v roce 1997 labelem Polydor/Polar.

## Seznam skladeb
Všechny skladby složili Björn Ulvaeus a Benny Andersson, pokud není uvedeno jinak.

### Strana A
1. Dancing Queen (Benny Andersson, Stig Anderson, Björn Ulvaeus) – 3:42
2. Take A Chance On Me – 4:22
3. I Have A Dream – 4:23
4. Does Your Mother Know – 4:09
5. Chiquitita – 5:21

### Strana B
1. Thank You For The Music – 3:40
2. Two For The Price Of One – 3:31
3. Fernando – 5:22
4. Gimme! Gimme! Gimme! (A Man After Midnight) – 3:17
5. Super Trouper – 4:23
6. Waterloo Benny Andersson, Stig Anderson, Björn Ulvaeus – 3:34

### Bonusy na CD
1. Money, Money, Money – 3:20
2. The Name Of The Game (Benny Andersson, Stig Anderson, Björn Ulvaeus) / Eagle – 9:37
3. On and On and On – 4:01